# Симоновски, Кирил
Кирилл Симоновски (макед. Кирил Симоновски; 19 октября 1915, Скопле, Скопский округ — 12 июня 1984, Белград) — югославский футболист, игравший на позиции защитника. По завершении игровой карьеры — тренер.

## Клубная карьера
Родился 19 октября 1915 года в городе Скопье .
Начал заниматься футболом в родном городе. С 1938 года играл в чемпионате Королевства Югославия за клуб «Граджянски» из родного города. После оккупации югославской Македонии Болгарией продолжил играть в том же клубе, однако сменившем название на «Македония», который стал выступать в чемпионате Болгарии. В 1942 году стал финалистом чемпионата Болгарии и вторым в рейтинге лучших футболистов Болгарии.
В конце войны Симоновски переехал в Белград и начал выступления за клуб «Партизан», став первым македонцем в составе этого клуба. Провел в составе клуба пять лет своей карьеры. За это время дважды завоевывал титул чемпиона Югославии и однажды национальный кубок.
В 1950 году вернулся в родной Скопье и стал выступать за «Вардар», за который отыграл 3 сезона. Завершил профессиональную карьеру футболиста выступлениями за команду «Вардар» в 1953 году.

## Выступления за сборные
В 1942 году, во время болгарской оккупации, провел два матча за сборную Болгарии под именем Кирилл Симеонов. Дебютировал 11 апреля в матче против сборной Хорватии (0:6), а второй матч провел 19 июля — против сборной Германии (0:3).
9 мая 1946, после восстановления Югославии, дебютировал в составе её сборной в товарищеском матче против сборной Чехословакии (0:2). После этого со сборной становился серебряным призёром Балканского кубка в 1946 и 1947 годах, сыграв в каждом из турниров по 3 игры. Последний матч провел 9 октября 1949 года в отборочной игре к чемпионату мира 1950 года против сборной Франции (1:1), но на сам турнир Кирилл в заявку не попал.
В общем провел за сборную 10 матчей, забив 1 гол, и в нескольких матчах был капитаном, став первым македонцем — капитаном сборной Югославии.

## Карьера тренера
В 1953 году, завершив карьеру игрока, остался в «Вардаре» и стал главным тренером команды.
В 1955 году недолго возглавлял греческий клуб «Арис» и в том же году стал главным тренером «Партизана».
В 1960 году принял предложение поработать в греческом «Олимпиакосе» и выиграл свой единственный тренерский трофей — Кубок Греции 1960/61. Покинул клуб из Пирея в 1962 году.
Впоследствии, в 1963 и 1969—1970 годах, ещё дважды возвращался к тренерству в «Партизане», который и стал его последним местом тренерской работы.
Умер 12 июня 1984 года на 69-м году жизни в городе Белград.

## Титулы и достижения

### Как игрока
Чемпион Югославии (2)
«Партизан»: 1946-47, 1948-49
Обладатель Кубка Югославии (1)
«Партизан»: 1946-47

### Как тренера
Обладатель Кубка Греции (1)
«Олимпиакос»: 1960-61